# Xinguara
Xinguara is een gemeente in de Braziliaanse deelstaat Pará. De gemeente telt 40.529 inwoners (schatting 2009).